# Moments (album de Marcus & Martinus)
 (juin 2024).
La mise en forme du texte ne suit pas les recommandations de Wikipédia : il faut le « wikifier ».
Les points d'amélioration suivants sont les cas les plus fréquents. Le détail des points à revoir est peut-être précisé sur la page de discussion.
- Les titres sont pré-formatés par le logiciel. Ils ne sont ni en capitales, ni en gras.
- Le texte ne doit pas être écrit en capitales (les noms de famille non plus), ni en gras, ni en italique, ni en « petit »…
- Le gras n'est utilisé que pour surligner le titre de l'article dans l'introduction, une seule fois.
- L'italique est rarement utilisé : mots en langue étrangère, titres d'œuvres, noms de bateaux, etc.
- Les citations ne sont pas en italique mais en corps de texte normal. Elles sont entourées par des guillemets français : « et ».
- Les listes à puces sont à éviter, des paragraphes rédigés étant largement préférés. Les tableaux sont à réserver à la présentation de données structurées (résultats, etc.).
- Les appels de note de bas de page (petits chiffres en exposant, introduits par l'outil «  Source ») sont à placer entre la fin de phrase et le point final[comme ça].
- Les liens internes (vers d'autres articles de Wikipédia) sont à choisir avec parcimonie. Créez des liens vers des articles approfondissant le sujet. Les termes génériques sans rapport avec le sujet sont à éviter, ainsi que les répétitions de liens vers un même terme.
- Les liens externes sont à placer uniquement dans une section « Liens externes », à la fin de l'article. Ces liens sont à choisir avec parcimonie suivant les règles définies. Si un lien sert de source à l'article, son insertion dans le texte est à faire par les notes de bas de page.
- La présentation des références doit suivre les conventions bibliographiques. Il est recommandé d'utiliser les modèles {{Ouvrage}}, {{Chapitre}}, {{Article}}, {{Lien web}} et/ou {{Bibliographie}}. Le mode d'édition visuel peut mettre en forme automatiquement les références.
- Insérer une infobox (cadre d'informations à droite) n'est pas obligatoire pour parachever la mise en page.

Pour une aide détaillée, merci de consulter Aide:Wikification.
Si vous pensez que ces points ont été résolus, vous pouvez retirer ce bandeau et améliorer la mise en forme d'un autre article.
Moments est le troisième album studio du duo pop norvégien Marcus & Martinus. L'album est sorti par Sony Music Entertainment le 17 novembre 2017 et a atteint la première place de VG-lista (classement des albums norvégiens) et du classement des albums suédois Sverigetopplistan.

## Singles
« Like It Like It » est sorti en tant que premier single de l'album le 19 mai 2017. La chanson a culminé au numéro 16 du classement norvégien des singles et au numéro 48 du classement suédois des singles. « First Kiss » est sorti comme deuxième single de l'album le 23 juin 2017. La chanson a culminé au numéro 15 du classement norvégien des singles et au numéro 52 du classement suédois des singles. « Dance with You » est sorti comme troisième single de l'album le 28 juillet 2017. La chanson a culminé au numéro 40 du classement norvégien des singles et au numéro 48 du classement suédois des singles. « Make You Believe in Love » est sorti comme quatrième single de l'album le 29 septembre 2017. La chanson a culminé au numéro 34 du classement norvégien des singles et au numéro 47 du classement suédois des singles. « One Flight Away » est sorti comme cinquième single de l'album le 3 novembre 2017. La chanson a culminé au numéro 20 du classement norvégien des singles et au numéro 79 du classement suédois des singles. « Never » est sorti comme sixième single de l'album le 15 novembre 2017. « Remind Me » est sorti comme septième single de l'album le 26 janvier 2018. La chanson a culminé au numéro 40 du classement norvégien des singles et au numéro 63 du classement suédois des singles.

## Liste des titres
| No  | Titre                               | Durée |
| --- | ----------------------------------- | ----- |
| 1.  | Make You Believe in Love            | 3:32  |
| 2.  | Please Don't Go                     | 3:22  |
| 3.  | Next to Me                          | 3:23  |
| 4.  | One Flight Away                     | 2:59  |
| 5.  | Never                               | 3:10  |
| 6.  | Get to Know Ya                      | 2:53  |
| 7.  | Guitar                              | 3:22  |
| 8.  | Dance With You                      | 3:21  |
| 9.  | First Kiss                          | 3:09  |
| 10. | Like It Like It (featuring Silentó) | 2:54  |
| 11. | Remind Me                           | 3:28  |